# Xã Camp, Quận Polk, Iowa
Xã Camp (tiếng Anh: Camp Township) là một xã thuộc quận Polk, tiểu bang Iowa, Hoa Kỳ. Năm 2010, dân số của xã này là 2.183 người.